# 中嶋朋子
中嶋 朋子（日语：なかじま ともこ，1971年6月5日—），本名西村 朋子，是日本資深女演員。她在富士電視台長篇電視劇《來自北國》之中飾演黑板（笠松）螢為最出名之一。她在第12屆橫濱電影節内的電影《鶇》之中奪得最佳女配角大獎。

## 主要演出

### 電影
- 鶇（1990年） - 飾 真里亞（鶇的表姊）
- 寄生前夜（1997年） - 飾 朝倉佐知子
- 太平洋的奇迹（2011年） - 飾 奥野春子
- 東京家族（2013年） - 飾 金井滋子
- 小小的家（2014年） - 飾 松岡睦子

### 電視劇
- 來自北國（1981年） - 飾 黑板（笠松）螢
- 東京電梯女郎（1992年） - 飾 水木薰
- 炎立（1993年） - 飾 薰子（秀衡之女）
- 世界奇妙物語 春之特別篇『のぞみ、西へ』（1999年）
- 冰的世界（1999年） - 飾 烏城眞砂子
- 向牛許願（2007年） - 飾 宮本奈津美
- 篤姬（2008年） - 飾 重野
- 海中沉睡的鑽石（2024年） - 飾 ハル

## 外部連結
- 中嶋朋子官方網站 Robin's Egg Blue（页面存档备份，存于）
- 劇団ひまわり - 砂岡事務所內個人資料